# سيفان (أرمينيا)
سيفان(الأرمينية: Սևան)، هي مدينة ومجتمع بلدي حضري، بالإضافة إلى واحدة من أكثر المنتجعات شعبية في أرمينيا، وتقع في محافظة غغاركونيك على الشواطئ الشمالية الغربية لبحيرة سيفان. بنيت المدينة على ارتفاع أكثر من 1,925 متر (6316 قدم) فوق مستوى سطح البحر، 65 كم (40 ميل) إلى الشمال الشرقي من العاصمة يريفان، و 35 كم (22 ميل) إلى الشمال من مركز مقاطعة جافار.
يحيط سيفان بمنتزه سيفان الوطني، وهي منطقة محمية طبيعية تمتد من الأجزاء الشمالية الشرقية من المدينة إلى الجنوب الغربي، في حين تشكل بحيرة سيفان الحدود الطبيعية للمدينة إلى الشرق.
اعتبارا من تعداد عام 2011، كان عدد سكان المدينة 19229. ومع ذلك، وفقاً لتقديرات رسمية عام 2016، يبلغ عدد سكان سيفان 19200.

## التسمية
تأسست سيفان باسم يلينوفكا (الأرمينية: Ելենովկա، الروسية: Еленовка) في عام 1842 لتصبح قرية مأهولة بالروسية. سميت بعد الدوقة الكبرى إيلينا بافلوفنا بافل الأول من روسيا.
كانت تعرف المدينة باسم يلينوفكا حتى عام 1935 عندما تم تغيير اسمها إلى سيفان بعد بحيرة سيفان. أجمع العلماء أن كلمة سيفان نشأت من الكلمة أورارتو su (i) n (i) a، عادة ما تترجم إلى «بحيرة».تم العثور على المصطلح على نقش مسماري من القرن الثامن قبل الميلاد من قبل الملك الأوراتيكي Rusa I، والذي وجد في Odzaberd، على الشاطئ الجنوبي للبحيرة.لكل أصل اشتقاقي، سيفان هو إما مزيج من سبع («أسود») + فان (أي بحيرة فان) أو سيف («أسود») و «نهب» («دير»).

## التاريخ

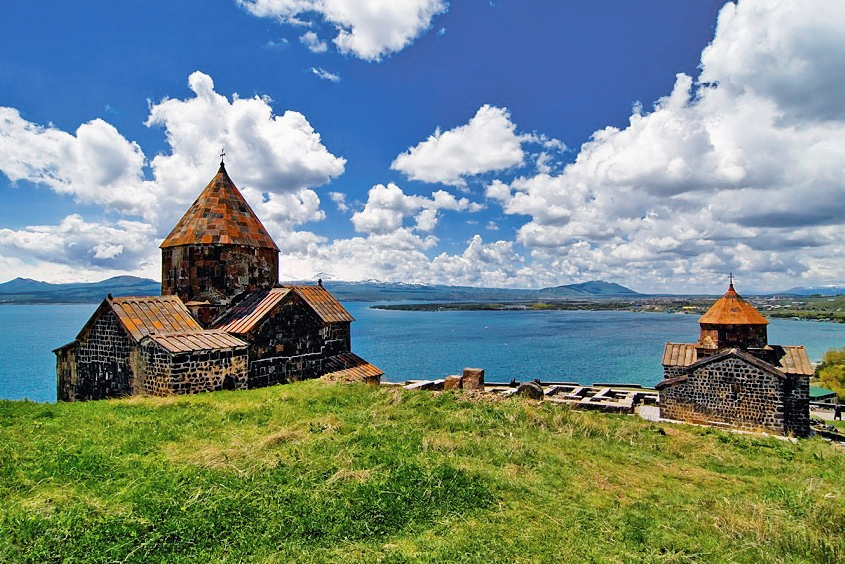
سيفانافانك

تم إعمار إقليم سيفان المعاصر منذ الألفية الثالثة قبل الميلاد. يقع حصن ميتسب الذي يرجع إلى العصور الوسطى والذي يعود تاريخه إلى الألفية الثالثة قبل الميلاد شمال البلدة. يقع حصن آخر من عصور السوسن المعروفة باسم ماشتوتسنير في حي تساماكابيرد في سيفان.
بعد إنشاء مملكة أرمينيا القديمة، أدرج إقليم سيفان الحديث في كانتونات مازاز وفارازنونيك في شرق مقاطعة إيرارات الرئيسية في أرمينيا.
شبه جزيرة سيفان، التي تقع على بعد 3 كيلومترات (2 ميل) شرق سيفان الحالية هي موطن لواحدة من أبرز نماذج العمارة الأرمنية في العصور الوسطى، دير سيفانافانك في القرن التاسع. كان الدير مخصصًا أساسًا للرهبان من إشميادزين الذين أخطأوا. حالياً، يتكون الدير من كنيستين: سرب أراكلوتس (الرسل المقدس) وسرب أستفاتساتسين (أم الرب المقدسة). يشتهر الدير بمجموعة متنوعة من خاتشكار الأرمن (عبر الأحجار). بُني الدير في البداية على الشاطئ الجنوبي لجزيرة صغيرة تحولت فيما بعد إلى شبه جزيرة خلال النصف الأول من القرن العشرين، نتيجة لتصريف بحيرة سيفان الاصطناعية تحت حكم جوزيف ستالين؛ مما تسبب في انخفاض مستوى المياه حوالي 20 مترا.

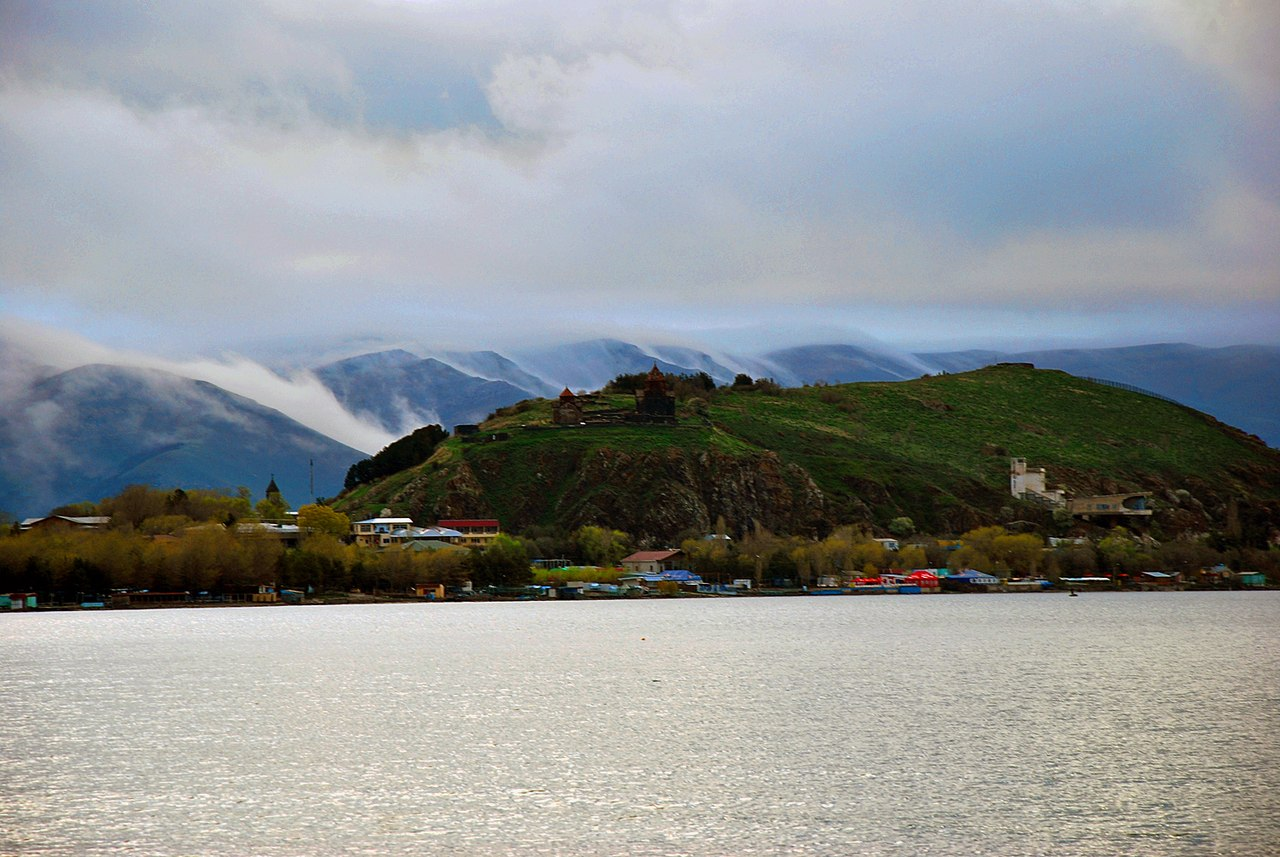
الصيف في سيفان

أصبحت أرمينيا الشرقية جزءًا من الإمبراطورية الروسية في عام 1828 كنتيجة لمعاهدة تركمانشاي. في عام 1942، وصل أعضاء طائفة دينية مولوخان الروسية التي فرت من الملاحقات القضائية في روسيا، إلى المنطقة وأسست قرية يلينوفكا. بقيت القرية مأهولة بالروسية حتى نهاية القرن التاسع عشر.
بعد الحرب العالمية الأولى، أدرجت يلينوفكا ضمن أرمينيا المستقلة منذ عام 1918 وحتى استعمارها في عام 1920.
في عام 1930، أصبحت يلينوفكا مركزًا لشيوان سيفان الذي تم تشكيله حديثًا لأرمينيا السوفييتية. في عام 1935، تمت إعادة تسمية المستوطنة باسم سيفان بعد البحيرة القريبة. في عام 1961، منح سيفان وضع التسوية الحضرية. في عام 1965، تم ضم قريتي تساماكابيرد وجومادزور القريبتين ضمن منطقة مدينة سيفان. في عام 1967، أصبحت سيفان مدينة تابعة للتبعية الجمهورية.

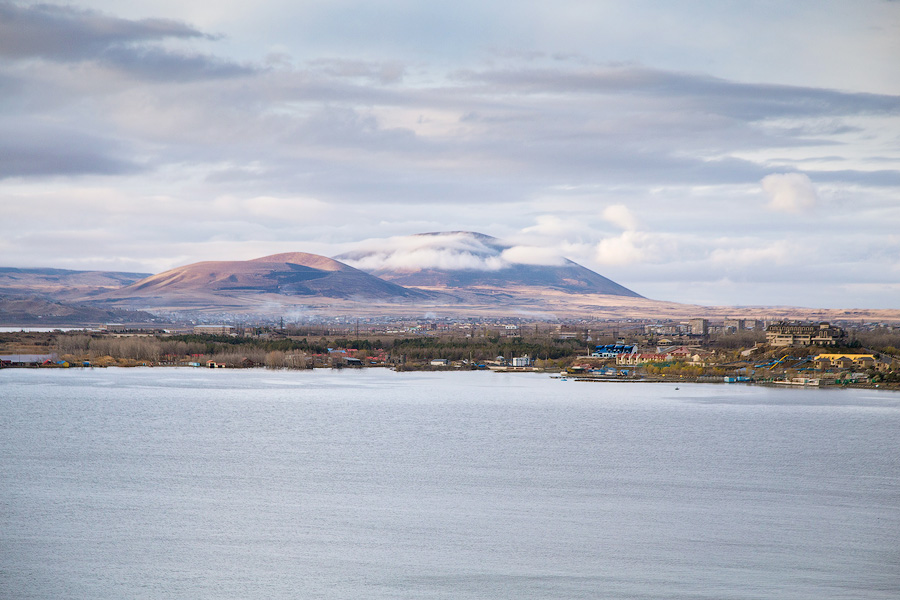
الخريف في سيفان

تم إدخال خطة التنمية الحضرية الأولى سيفان في عام 1954، بهدف استيعاب حوالي 11000 ساكن في البلدة حتى عام 1970. تم تصور الخطة الثانية التي تم تقديمها في عام 1967، لعدد سكان يبلغ 20,000 حتى عام 1980. ومع ذلك، فإن الخطة الجديدة لعام 1974 تم تصميمه لنمو عدد السكان يصل إلى 40000 حتى 2000.
تحت الحكم السوفياتي، تحولت سيفان إلى مركز صناعي مهم داخل جمهورية أرمينيا الاشتراكية السوفيتية. في عام 1958، تم افتتاح مصنع سيفان للأجهزة الميكانيكية، يليه مصنع عوازل الزجاج سيفان في عام 1962. في عام 1978، تم افتتاح مصنع الدقيق ومصنع المخابز سيفان، تليها مصنع معالجة الأسماك في عام 1981. العديد من النباتات الصغيرة الأخرى ل كما تم تأسيس منتجات الألبان ومواد البناء في المدينة. نتيجة للنمو الصناعي، نما عدد سكان المدينة 3 مرات بين 1959 و1979، قفز من 6500 إلى 20,500.
ومع ذلك، بعد استقلال أرمينيا في عام 1991، تم التخلي عن معظم خطط التنمية وغلق معظم المنشآت الصناعية. في عام 1995، أدرج سيفان في مقاطعة غغاركونيك الإدارية المشكلة حديثًا
في عام 2004، افتتحت أكاديمية فاسكينيان اللاهوتية للكرسي القديسة إيشميادزين في شبه جزيرة سيفان. شبه الجزيرة هي أيضا موطن الإقامة الرئاسية الصيفية لجمهورية أرمينيا.

## الجغرافيا والمناخ

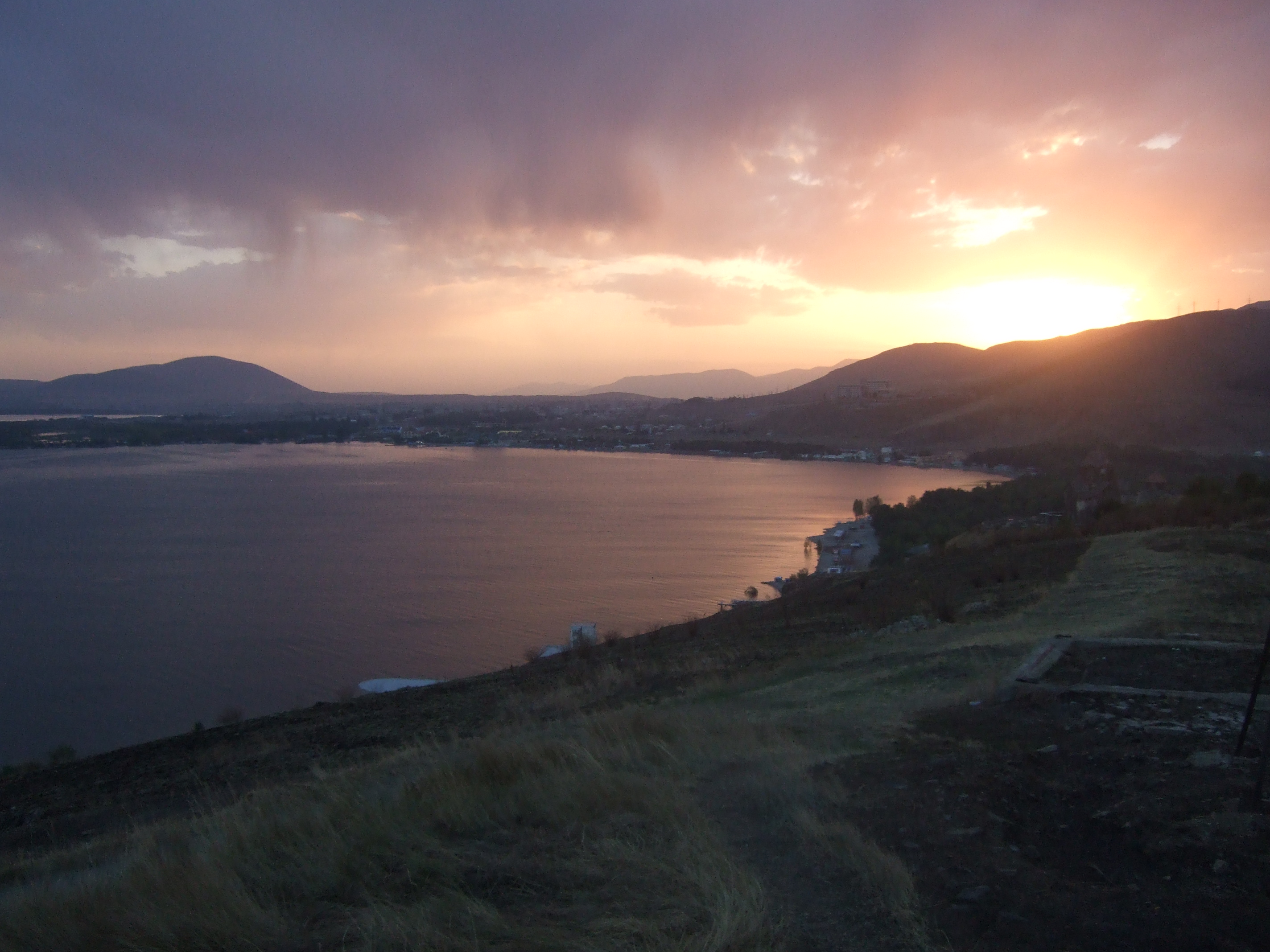
غروب الشمس فوق المدينة

تقع على السواحل الشمالية الغربية لبحيرة سيفان، وتهيمن بشكل رئيسي على بلدة سيفان جبال بامباك من الشمال وغيغام من الغرب.

### سيفان الحديقة الوطنية

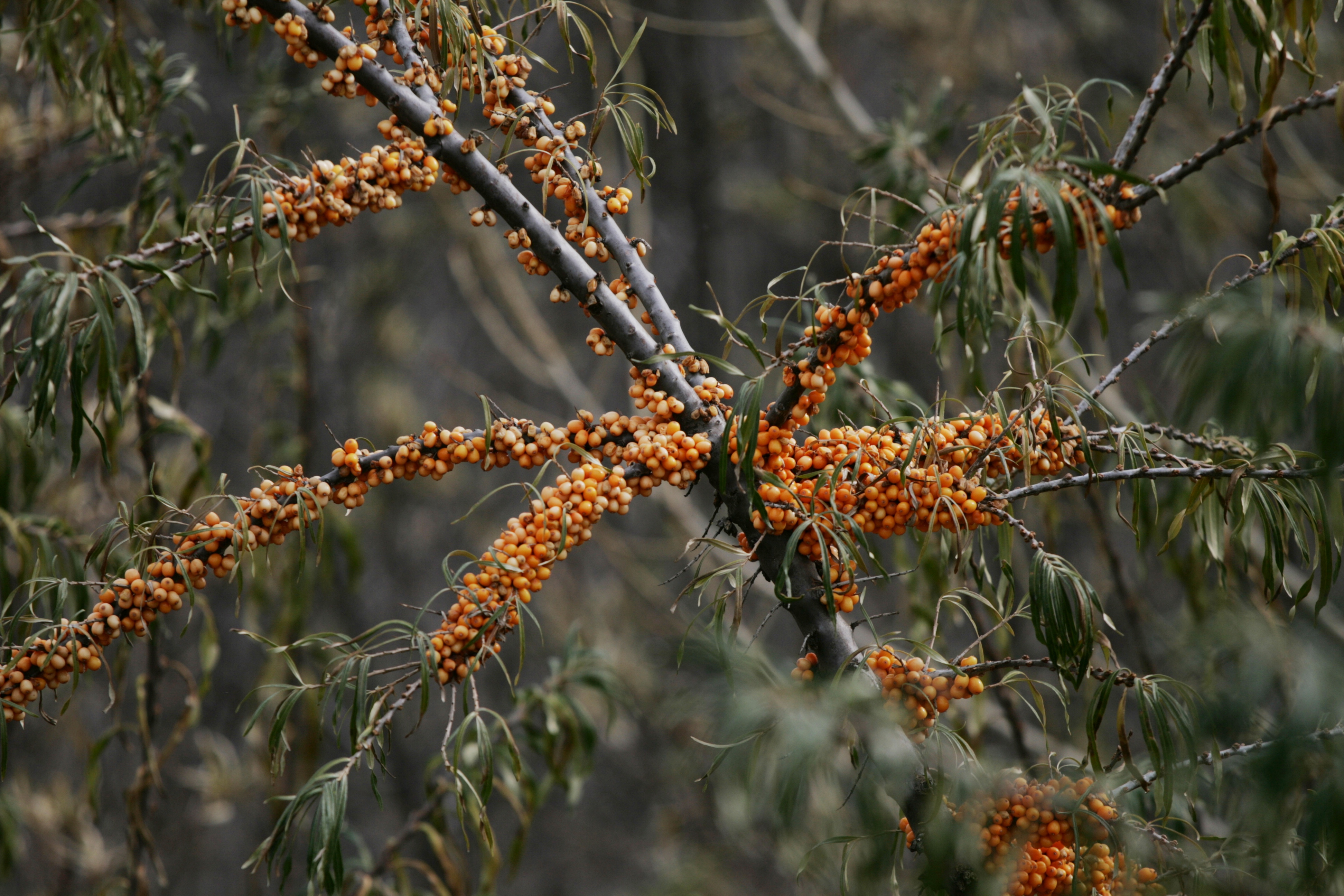
حديقة سيفان النباتية

تأسست حديقة سيفان الوطنية في عام 1978 لحماية بحيرة سيفان والمناطق المحيطة بها، تحت إشراف وزارة حماية الطبيعة وتدار كمركز للبحوث، ورصد النظم الإيكولوجية وتتعهد تدابير المحافظة المختلفة. كما يتم تنظيم الصيد المرخص حول البحيرة.
تحتل المحمية الوطنية مناطق رئيسية حول بحيرة سيفان، تمتد من الأجزاء الشمالية الشرقية من المدينة إلى الجنوب الغربي. وتضم المنطقة 1,501 كيلومتر مربع (580 ميل مربع)، منها 24.900 هكتار (61.529 دونم) هي أراضي على ضفاف البحيرة. تحيط به سفوح سلاسل جبال اريجيوني وجيغاما وفاردينيس وبامباك وسيفان. يوجد هنا 1600 نوع من النباتات و 330 نوع حيواني. وينقسم المنتزه إلى 3 مناطق: المحمية الوطنية ومنطقة الترفيه ومنطقة الاستخدام الاقتصادي.
حوض بحيرة سيفان هو مفترق طرق لأحزمة فلورا الميسوفيلية وأليف الحرارة المعتدلة الأرمينية الإيرانية.
ومع ذلك، فإن الأبحاث العلمية حول الثدييات في حوض سيفان سيئة للغاية. الذئب، ابن آوى، الثعلب، الدلق والقط، عادة ما توجد في المحمية الوطنية.

### حديقة سيفان النباتية
حديقة سيفان النباتية تغطي مساحة قدرها 5 هكتار، وتقع على ارتفاع 2000 متر فوق مستوى سطح البحر، وهي موطن لأكثر من 650 نوعًا محليًا وأسيويًا من أمريكا الشمالية وأوروبا. وهي تعمل منذ عام 1944 كساتل من حديقة يريفان النباتية تحت إشراف الأكاديمية الوطنية الأرمنية للعلوم.

### مناخ
يتميز مناخ سيفان بصيف معتدل قصير والشتاء الطويل والبارد والثلجي. على الرغم من موقعه الجنوبي؛ بسبب الارتفاع والقارة، فإن مناخ سيفان يشبه شرق فنلندا.
| البيانات المناخية لـSevan               | البيانات المناخية لـSevan | البيانات المناخية لـSevan | البيانات المناخية لـSevan | البيانات المناخية لـSevan | البيانات المناخية لـSevan | البيانات المناخية لـSevan | البيانات المناخية لـSevan | البيانات المناخية لـSevan | البيانات المناخية لـSevan | البيانات المناخية لـSevan | البيانات المناخية لـSevan | البيانات المناخية لـSevan | البيانات المناخية لـSevan |
| الشهر                                   | يناير                     | فبراير                    | مارس                      | أبريل                     | مايو                      | يونيو                     | يوليو                     | أغسطس                     | سبتمبر                    | أكتوبر                    | نوفمبر                    | ديسمبر                    | المعدل السنوي             |
| --------------------------------------- | ------------------------- | ------------------------- | ------------------------- | ------------------------- | ------------------------- | ------------------------- | ------------------------- | ------------------------- | ------------------------- | ------------------------- | ------------------------- | ------------------------- | ------------------------- |
| متوسط درجة الحرارة الكبرى °م (°ف)       | −2.8 (27.0)               | −2.1 (28.2)               | 1.4 (34.5)                | 7.1 (44.8)                | 12.4 (54.3)               | 16.2 (61.2)               | 18.9 (66.0)               | 19.5 (67.1)               | 16.9 (62.4)               | 12.4 (54.3)               | 5.5 (41.9)                | −0.1 (31.8)               | 8.8 (47.8)                |
| المتوسط اليومي °م (°ف)                  | −8.0 (17.6)               | −7.5 (18.5)               | −6.0 (21.2)               | 0.5 (32.9)                | 7.0 (44.6)                | 10.5 (50.9)               | 14.0 (57.2)               | 15.0 (59.0)               | 11.0 (51.8)               | 6.0 (42.8)                | −1.0 (30.2)               | −5.5 (22.1)               | 3.0 (37.4)                |
| متوسط درجة الحرارة الصغرى °م (°ف)       | −13.0 (8.6)               | −13.0 (8.6)               | −12.0 (10.4)              | −6.0 (21.2)               | 1.0 (33.8)                | 5.0 (41.0)                | 9.0 (48.2)                | 10.0 (50.0)               | 5.0 (41.0)                | 0.0 (32.0)                | −7.0 (19.4)               | −11.0 (12.2)              | −2.7 (27.2)               |
| معدل هطول الأمطار مم (إنش)              | 16 (0.6)                  | 23 (0.9)                  | 33 (1.3)                  | 60 (2.4)                  | 87 (3.4)                  | 78 (3.1)                  | 44 (1.7)                  | 33 (1.3)                  | 25 (1.0)                  | 49 (1.9)                  | 31 (1.2)                  | 18 (0.7)                  | 497 (19.5)                |
| متوسط الأيام الممطرة                    | 8                         | 9                         | 12                        | 14                        | 19                        | 15                        | 10                        | 8                         | 8                         | 9                         | 8                         | 8                         | 128                       |
| المصدر: المنظمة العالمية للأرصاد الجوية |                           |                           |                           |                           |                           |                           |                           |                           |                           |                           |                           |                           |                           |

## التركيبة السكانية

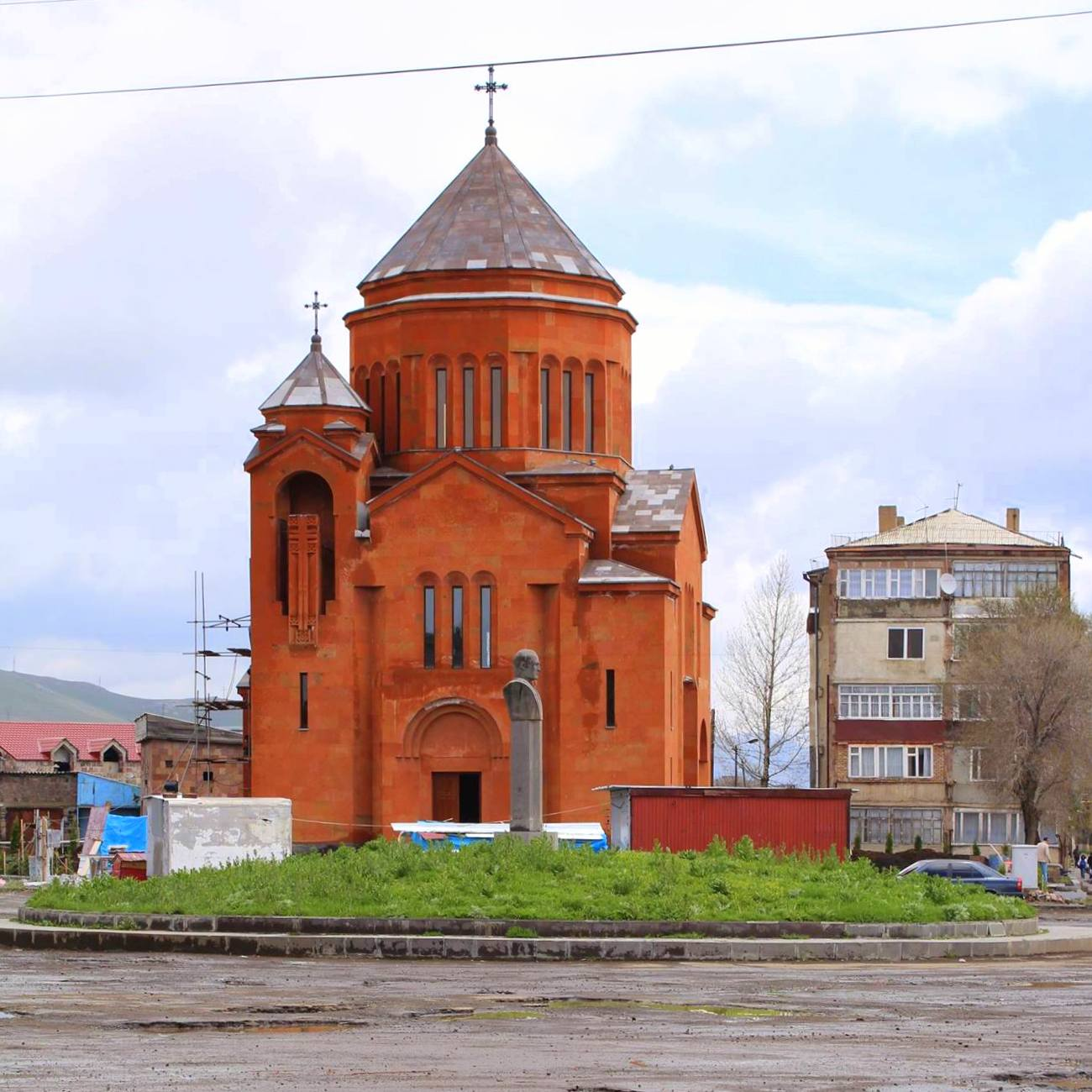
كنيسة رؤساء الملائكة

أظهر تعداد عام 2011 لعام 2001 انخفاضاً كبيراً في عدد سكان سيفان، الذي انخفض من 27,000 في تعداد 1989 إلى 19,229.
غالبية سكان سيفان يشاركون في الأنشطة الزراعية، صيد الأسماك والخدمات السياحية، وخاصة خلال موسم الصيف.
هنا هو الجدول الزمني للسكان من سيفان منذ عام 1873:
| السنة      | 1873 | 1897  | أول إحصاء عالمي للاتحاد السوفييتي ‏ | 1939  | 1959  | 1979   | 1989   | 2001   | 2011   | 2016   |
| عدد السكان | 944  | 1,371 | 1,032                              | 2,668 | 6,415 | 20,663 | 26,951 | 21,422 | 19,229 | 19,200 |

قرية جاجارين المجاورة التي يبلغ عدد سكانها 1,379، هي جزء من بلدية سيفان.

### الديانة
ينتمي غالبية سكان سيفان لكنيسة الأرمن الأرثوذكس. كنيسة رؤساء الملائكة هي الكنيسة الرئيسية في المدينة. تم تكريسه في 31 مايو 2015. المدينة لديها أيضاً الجالية اليهودية، والبلدة الوحيدة في أرمينيا مع كنيس خارج يريفان.

## الثقافة

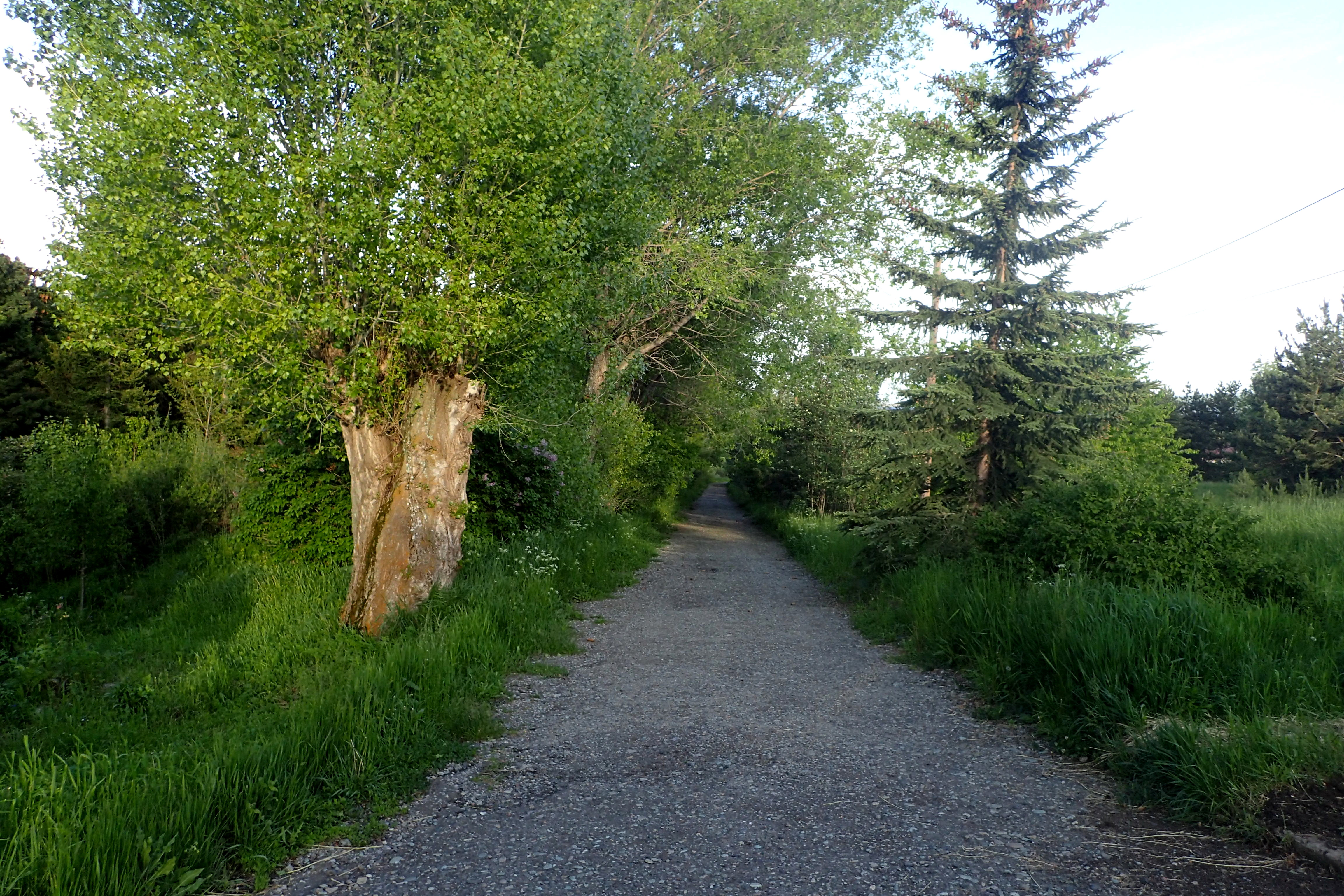
حديقة سيفان النباتية

المدينة هي موطن للقصر الثقافي والعديد من المكتبات العامة. سيفان هي أيضا موطن للمتحف الجيولوجي الذي يعمل على أساس سيفان النباتية.
تضم سيفان محطتي تلفزيون إقليميتين:
- «تلفزيون سيفان» (STV 1) الذي يعمل منذ عام 1999،
- «جيغاما» تعمل منذ عام 2010.

## النقل
تقع سيفان على الطريق السريع M-4 الذي يربط بين العاصمة يريفان الشرقية وشمال شرق أرمينيا.
المدينة لديها أيضاً محطة القطار الذي يربط سيفان مع يريفان من خلال السكك الحديدية. رحلات يومية منتظمة من الحافلات والحافلات الصغيرة أيضا تربط المدينة مع يريفان وغيرها من المحافظات.

## اقتصاد

### الصناعة
الغالبية العظمى من المصانع في الحقبة السوفياتية في سيفان هي حاليا مهجورة. يعتبر مطحن دقيق سيفان ومصنع المخبز المصنع الرئيسي الوحيد الذي نجا بعد الاستقلال.
حالياً، المدينة هي أيضا موطن لمصنع السكر سيفان افتتح في عام 2003، وافتتح لينيتس سيفان برويري في عام 2007. وينتج سيفان بوريري مجموعة متنوعة من البيرة الجعة فضلا عن البيرة دونكل، تحت العلامة التجارية كيلرس.
يعتبر مصنع تعقيم «يريفان مانانا» (2013) ومصنع التعدين "Tuff-Granite" من بين الشركات البارزة في سيفان.

### السياحة والخدمات

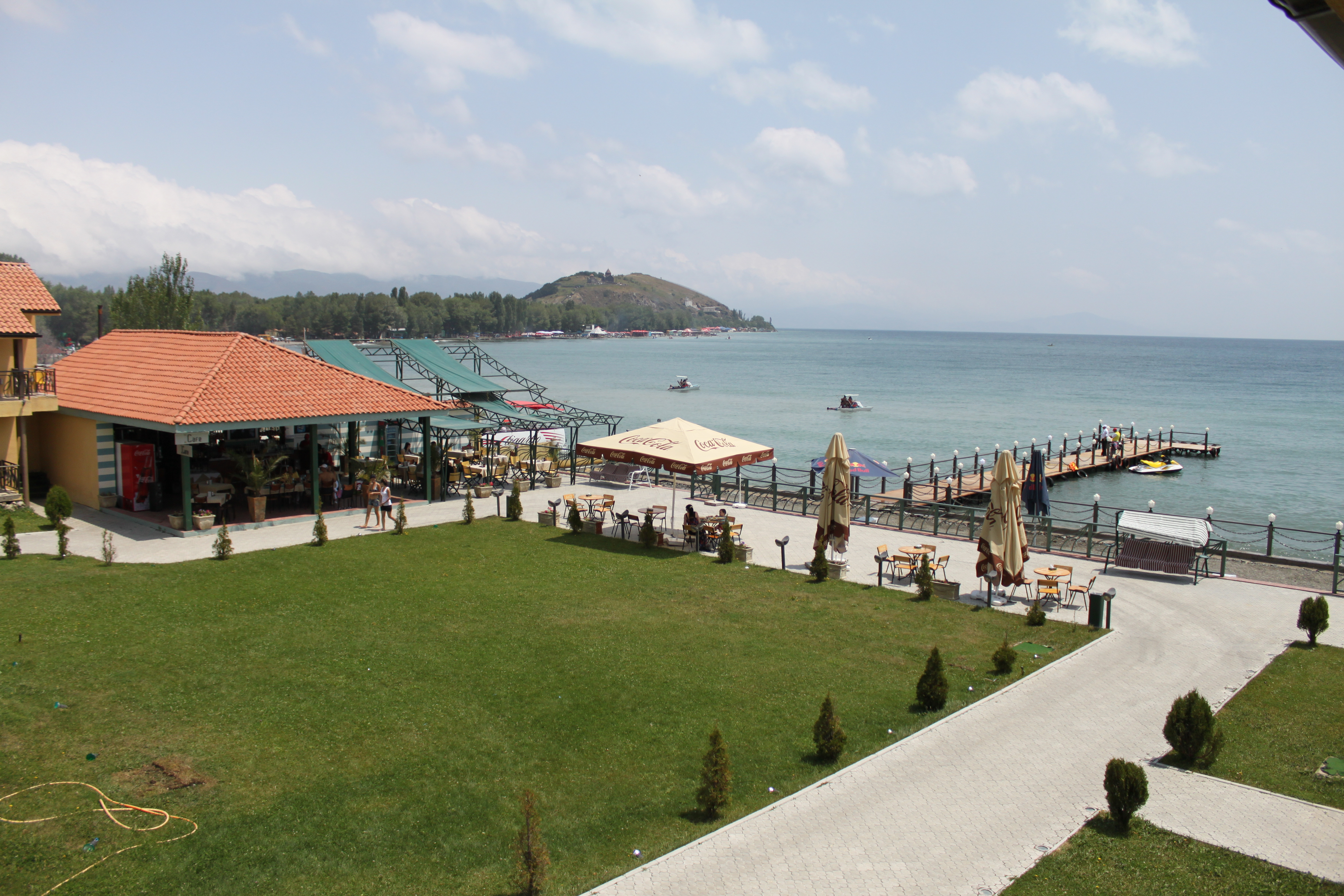
مخزن بوهيميان

خلال الصيف القصير في المنطقة، تتحول سيفان إلى منتجع شاطئي شهير. يزور العديد من المحترفين والهواة المدينة لممارسة أنواع الرياضة المفضلة لديهم على الشواطئ بما في ذلك كرة القدم الشاطئية والكرة الطائرة الشاطئية ورياضة ركوب الأمواج شراعيًا وأنواع أخرى من الرياضات المائية من خلال العديد من الشواطئ والمرافق على طول شاطئ سيفان بأكمله، مثل الحديقة المائية ونادي ركوب الخيل وملاعب التنس وملاعب كرة القدم المصغرة وكرة السلة، إلخ.
يعتبر مجمع الفنادق الموجودة من بين المنتجعات الرائدة في المدينة.
في شباط / فبراير 2011، تم فتح الطريق الجبلي سيفان في شمال المدينة، في المنطقة المعروفة باسم "mashtotsner"، في الطريق إلى قرية تسوفاجيوجه. يبلغ طوله 1,130 متر.

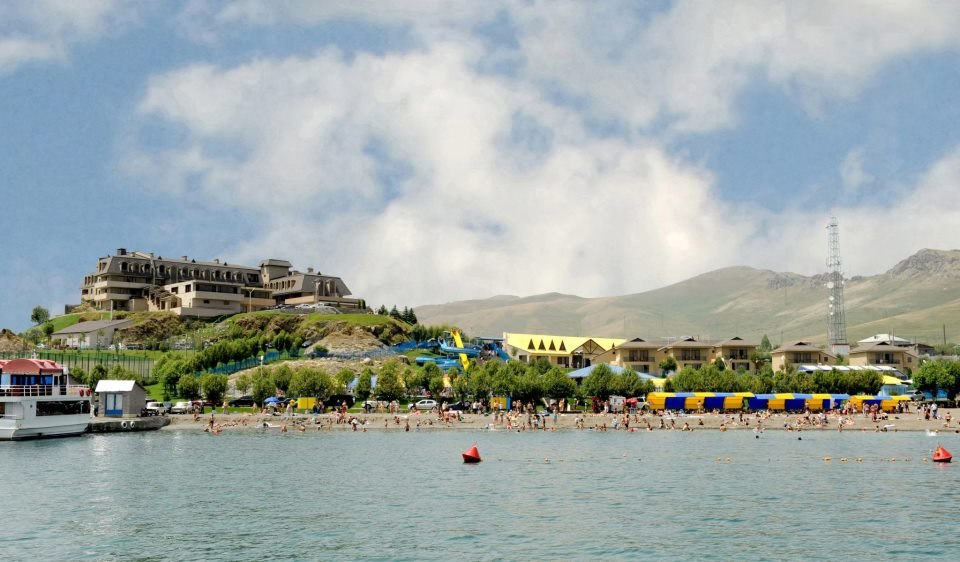
فندق هاسناكار والحديقة المائية

سيفان هي واحدة من ثلاث مدن في أرمينيا يسمح لها باستيعاب المنازل والأنشطة القمار في المستوطنات الحضرية (جنباً إلى جنب مع تساجكادزور وجيرموك).
تعد حديقة سيفان الوطنية وحديقة سيفان النباتية من الوجهات الرئيسية لمحبي السياحة البيئية.
لدى سيفان مستشفى عام بالإضافة إلى مستشفى للأمراض النفسية.

## التعليم

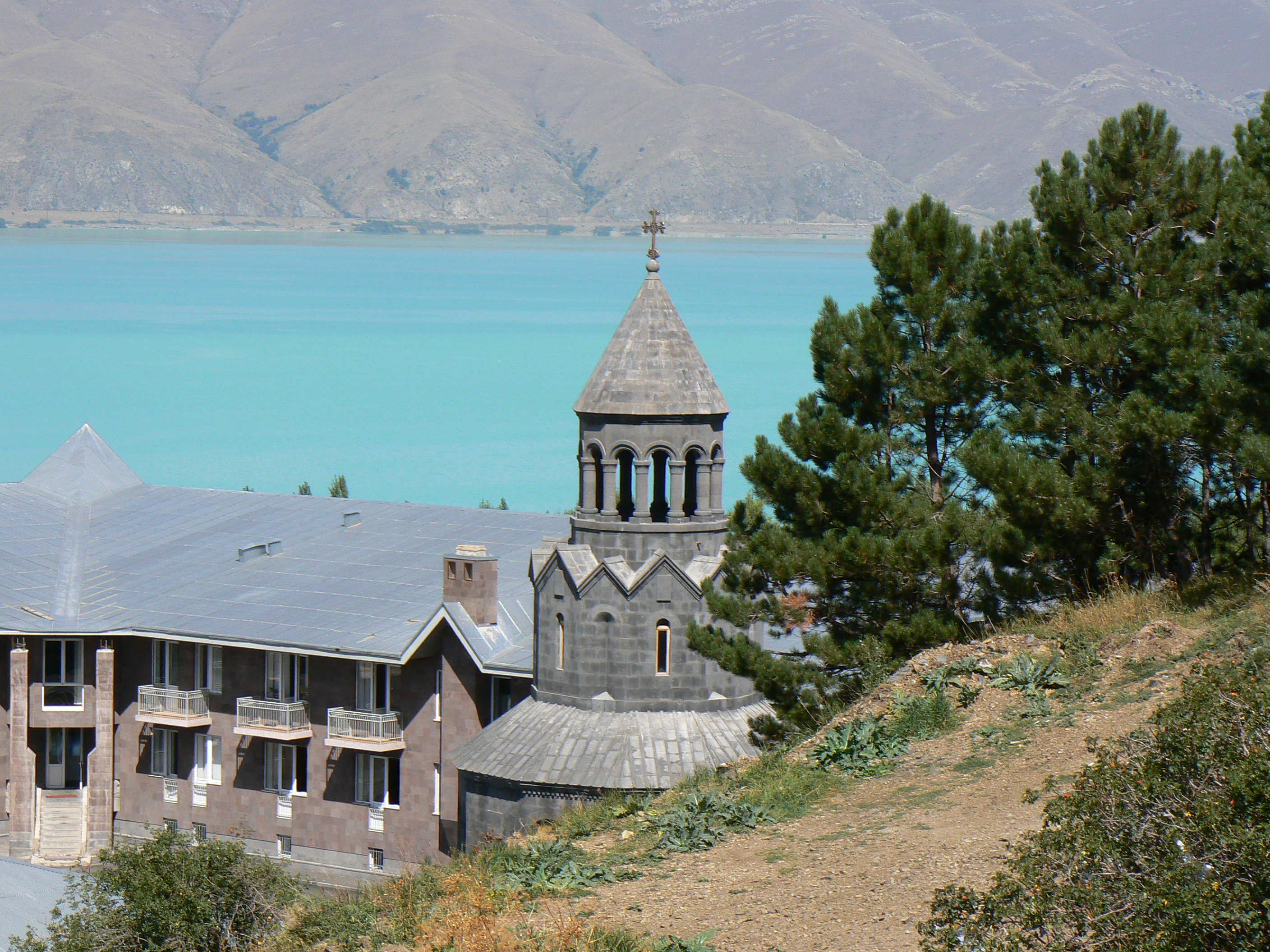
أكاديمية فاسكينيا وكنيسة سورب هاكوب

اعتبارا من عام 2016، المدينة هي موطن ل 7 مدارس التعليم العام و 4 رياض الأطفال. معهد الفيزياء التابع للأكاديمية الوطنية للعلوم في أرمينيا لديها فرع في سيفان.
أكاديمية فاسكان اللاهوتية في سيفان التي أُعيد تأسيسها في عام 1990، هي من بين المؤسسات اللاهوتية البارزة في جنوب القوقاز.

## الرياضة
بين عامي 1990 و 1994، مثل نادي أختمار سيفان لكرة القدم البلدة في المسابقات المحلية. ومع ذلك، أصبح البائد بسبب الصعوبات المالية.
تشمل الرياضات الشعبية الأخرى في سيفان كرة القدم الشاطئية والكرة الطائرة الشاطئية وركوب الأمواج.
يجري بناء مجمع رياضي كبير بالإضافة إلى أكاديمية لكرة القدم في المدينة.

## علاقات دولية

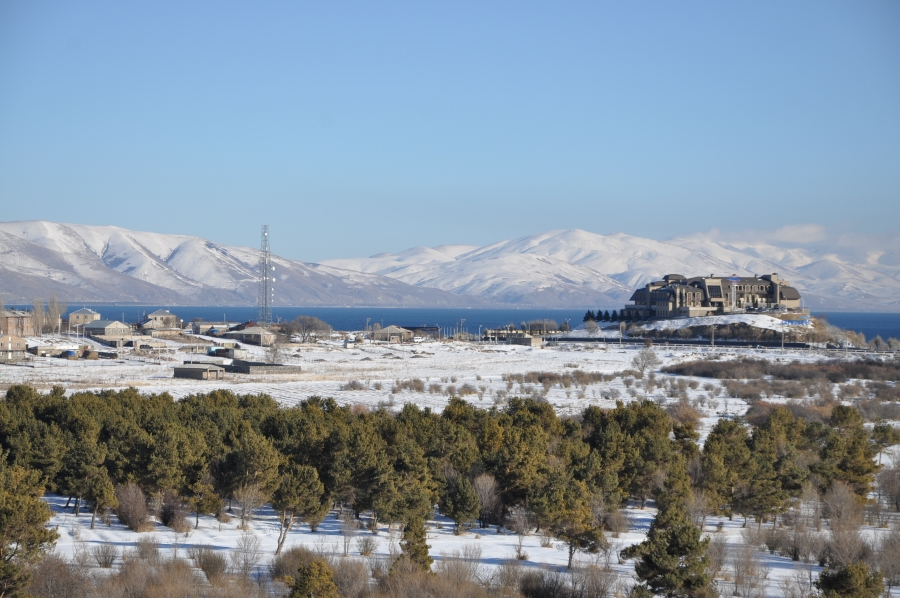
سيفان في الشتاء

### المدن التوأم - المدن الشقيقة
سيفان هو التوأمة مع:
| - غرونوبل، فرنسا - Bussy-Saint-Georges، فرنسا (since 7 August 2009) - Brodnica، بولندا (since September 2010) |

## وصلات خارجية
- Sevan town council